# Calvera
För andra betydelser, se Calvera (olika betydelser).
Calvera är smeknamnet på 1RXS J141256.0+792204, en så kallad ensam neutronstjärna, det vill säga en neutronstjärna utan nebulosa, tvillingstjärna eller pulserande radiokälla – fenomen som normalt associeras med neutronstjärnor. Calvera avger nästan all sin utstrålade energi i form av röntgenstrålning. Avståndet till Calvera beräknas till 625 ljusår, men med stor osäkerhetsfaktor.
Calvera är den åttonde ensamma neutronstjärnan som upptäckts och den som befinner sig närmast solsystemet. Namnet kommer från en elak karaktär i filmen The Magnificent Seven (som de tidigare upptäckta ensamma neutronstjärnorna gemensamt kallas).